# اوئلکونرئت
شهر اوئلکونرئت (به فرانسوی: Welkenraedt) در شهرستان ورویه در استان لیئژ در منطقه فدرال والوون در کشور بلژیک واقع شده‌است.

## نگارخانه

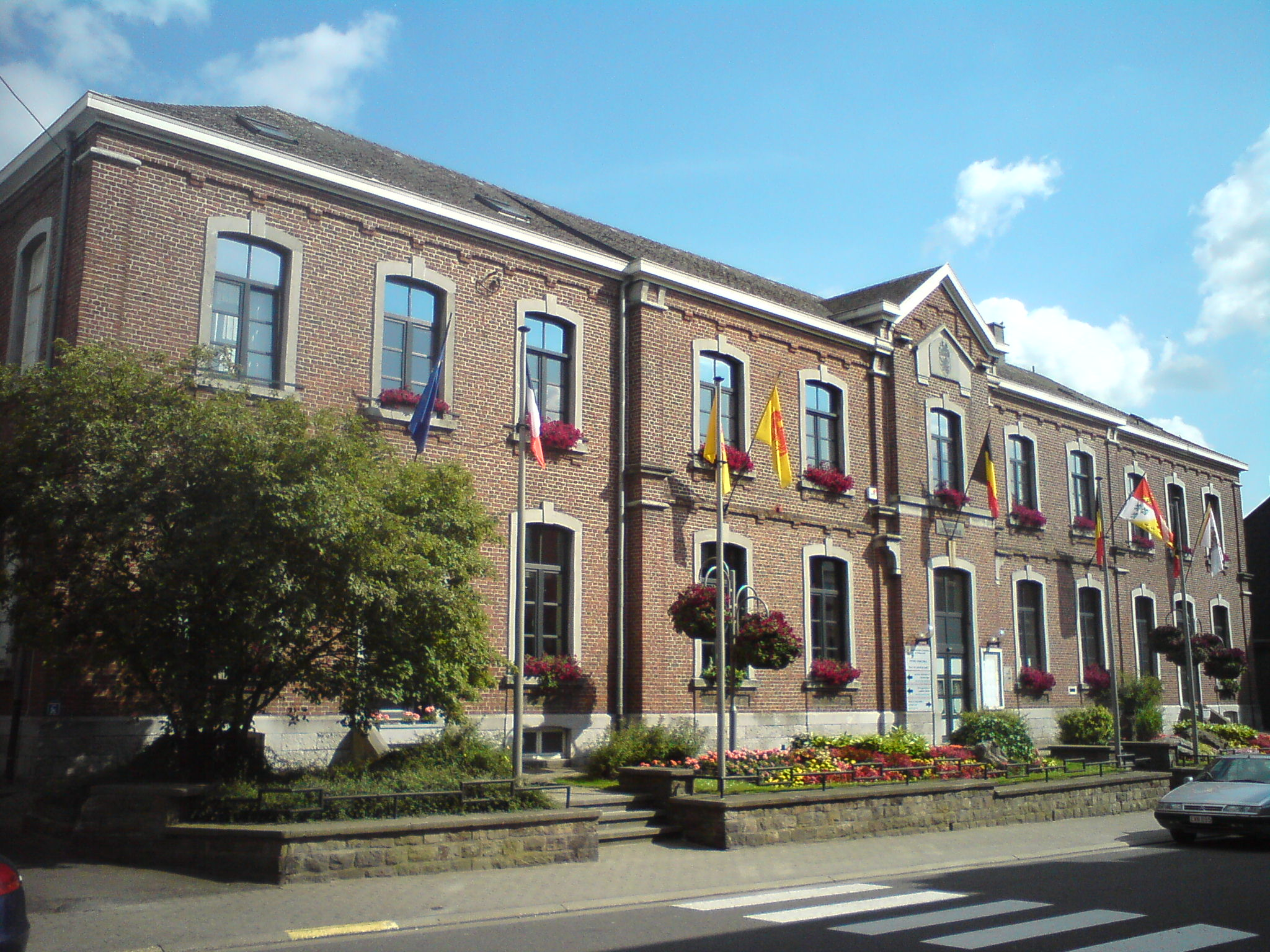
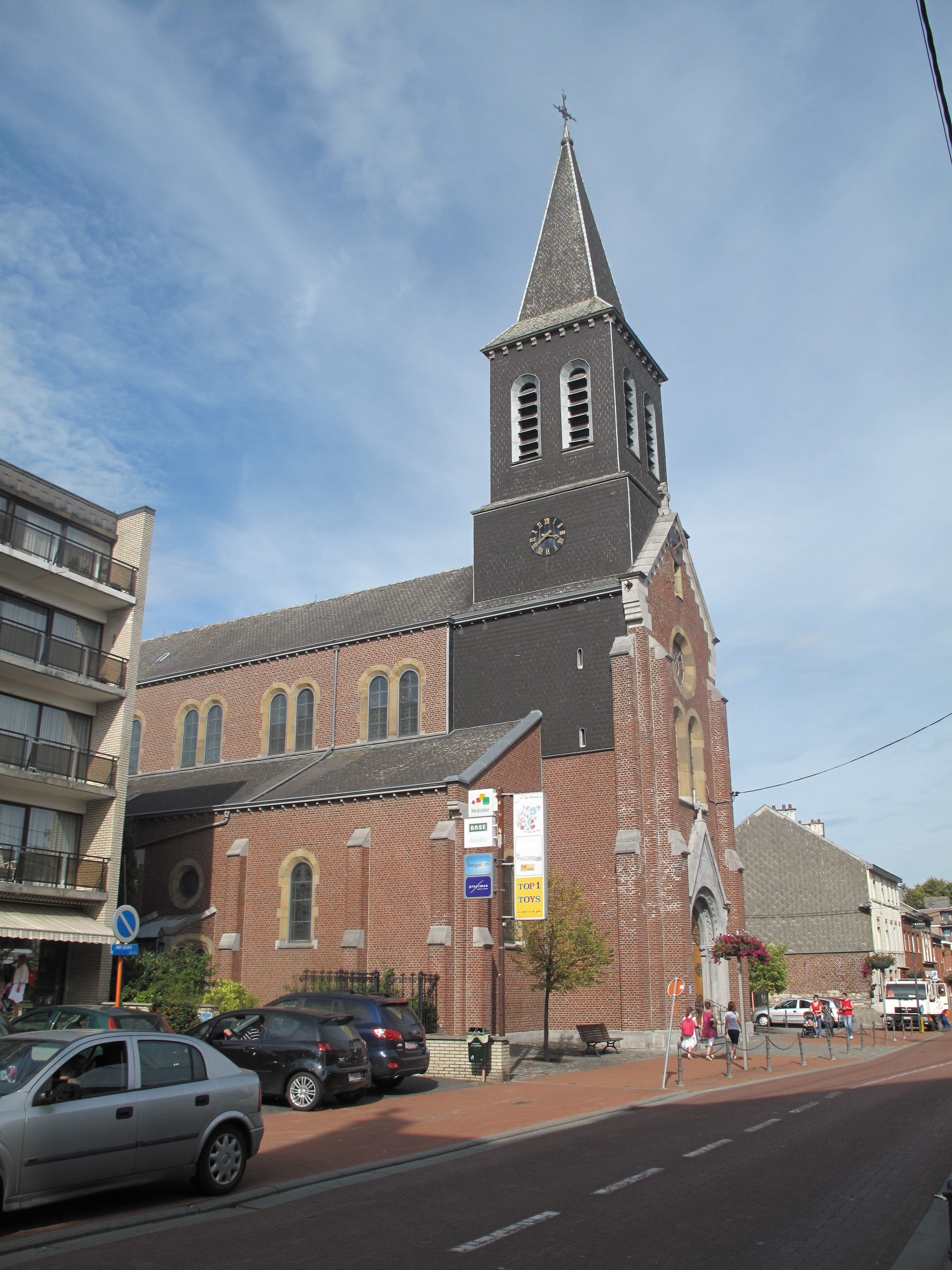
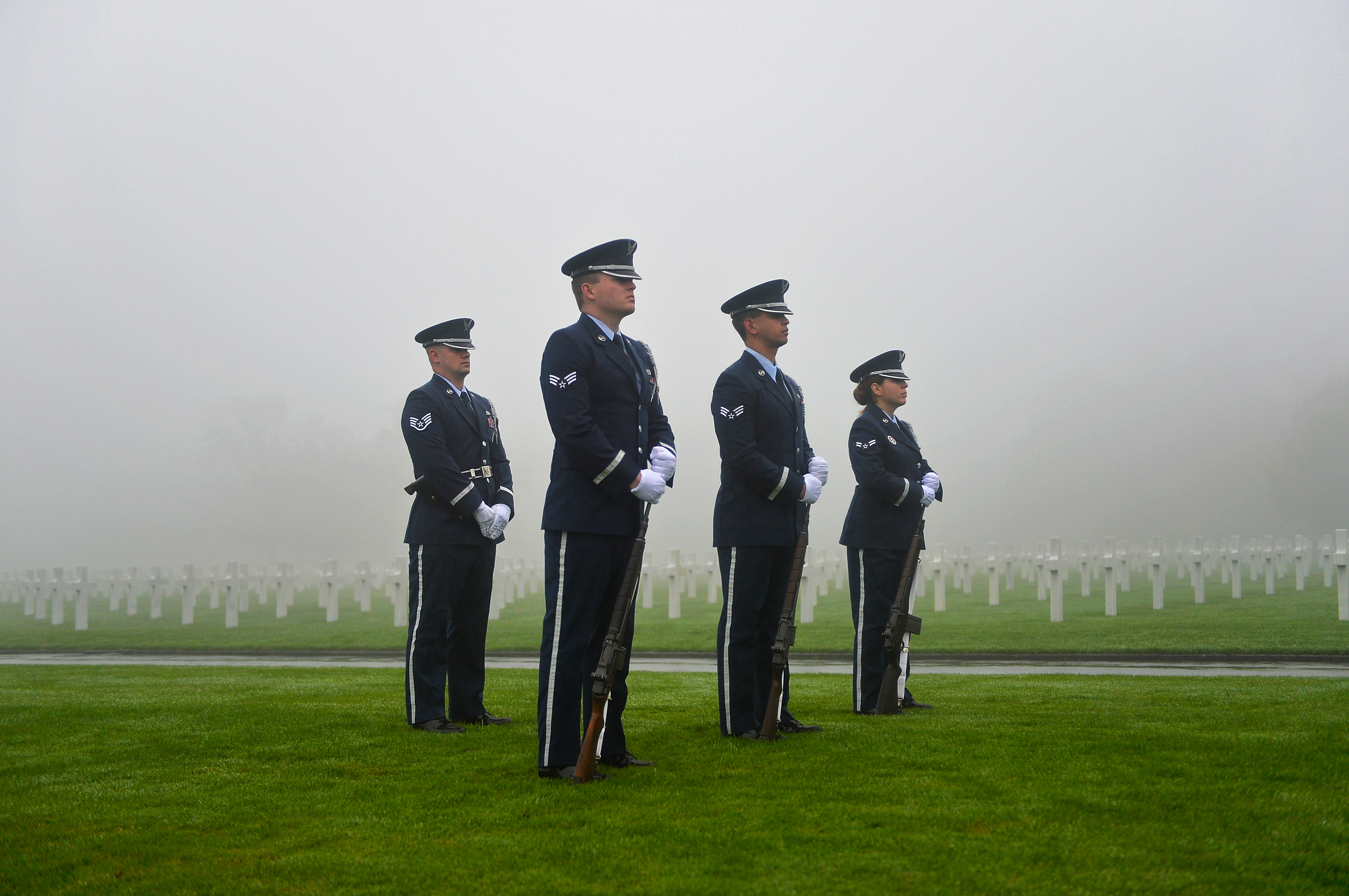
گورستان آمریکایی هِنری-چَپِل در نزدیکی اوئلکونرئت واقع شده‌است.